# ラストマイル
『ラストマイル』は、2024年8月23日に公開された日本の映画。監督は塚原あゆ子、脚本は野木亜紀子、主演は満島ひかり。
11月のブラックフライデー前夜を発端とする連続爆破事件に立ち向かう、物流センターのリーダーたちをはじめとする人々を描くサスペンス映画。タイトルの「ラストマイル」（ラストワンマイルともいう）とは、最終拠点からエンドユーザーへの物流サービスのことを指し、客へ荷物を届ける最後の区間を意味する言葉である。
本作は、TBS系「金曜ドラマ」枠で放送されたテレビドラマ『アンナチュラル』及び『MIU404』と世界観を共有するシェアード・ユニバース作品である。

## あらすじ
2023年。ブラックフライデーの前日を皮切りに、アメリカに本社を持つ世界最大のショッピングサイト・DAILY FAST（デイリーファスト、略称：デリファス）の日本支社・西武蔵野ロジスティクスセンター（LC）から配達された宅配便が顧客のもとで次々と爆発、1名の死者と多数の重軽傷者が発生する大事件となる。時を同じくして、西武蔵野LCに新センター長として福岡から舟渡エレナがやってくる。エレナはこの事件による莫大な損害や株価への影響などを憂慮し、部下の梨本孔と共に対応に追われるが、警視庁の担当刑事・毛利忠治と刈谷貴教からは全商品出荷停止を命じられる。エレナは警察と交渉し共同で安全確認を行いながら出荷を継続するものの、物流の乱れの影響は次第に大きくなる。
この間、エレナはSNS上に「DAILY FAUST」というデリファスと紛らわしいブラックフライデーの偽CMとともに、爆発事件より前に「1ダースの爆弾」をプレゼントすると投稿していたアカウントを発見するが、彼女はその件の通報を渋るような言動をみせ、孔は彼女に不信感を抱き始める。そして、警察の調べにより、かつて西武蔵野LCのチームマネージャーだった山崎佑という男性が偽CMを発注していたことがわかる。第4機動捜査隊の伊吹藍と志摩一未がそのマンションを捜査するが、彼の姿は部屋にない。実は山崎は5年も前に西武蔵野LC内で飛び降りて重傷を負い、入院後植物状態におちいっていた。飛び降りは自殺の可能性が高く、捜査陣は伊吹が捜査時、部屋の中に女性の匂いを感じとったことと、マンションの防犯カメラに映った女性の記録、原因は過重労働か恋人との結婚の悩みか不明、という周辺証言から、氏名不詳の山崎の恋人に容疑を向ける。依頼されて爆弾を製作した男が向島進や田島雄介らに逮捕されるも、彼女自身の行方は知れない。
一方、エレナの日本支社在籍データがなく、彼女によってデリファス在籍時の山崎の記録が消されたことを知った孔は、山崎の恋人がエレナではないかと疑い、彼女を問い詰める。エレナは孔と対話の最中、開けようとした荷物に爆弾が仕掛けられていることに気付く。爆発物処理班の小田島克己らが出動し無事処理が終わるまでの間、エレナは孔に自分が本当はアメリカ本社からの直接赴任で、過去に山崎の件を告発するため渡米してきたその恋人と接触し、協力を求められたが断っていたこと、その後重要な役職を経験したものの、重圧から不眠症に陥って治療を受け、休職からの復帰直後であることを打ち明ける。山崎の恋人への対応を気に病んでいたエレナに、孔は山崎が使っていたとされるロッカーに謎めいた落書きがあり、それを消さないようにと西武蔵野LCの社員間で申し送りがされていたことを明かす。その内容は、LC内のベルトコンベアの動きを自分が飛び降りることで止めることと推察され、山崎が語っていたというブラックフライデーへの恐怖を裏付ける。
エレナたちは犯人が物流システムの裏技を利用し、爆発物が出荷されるよう仕向けていたと推理、デリファスのデータベースに登録された派遣社員の中からこれを利用して12個の商品を発注した女性・筧まりかの存在を発見する。
エレナは、中継地点での爆発発生など混乱にさらされる羊急便の関東局局長で、協力を拒絶する八木竜平のもとを訪れて説得し、デリファスに対するストライキと、同業他社も巻き込んだ運賃値上げの交渉を勧める。影響で西武蔵野LCの物流は完全に停止し、デリファスが交渉に応じてストは成功、滞った爆発物回収と物流は再開する。エレナの上司で日本統括本部長の五十嵐道元は彼女の失態をなじるが、エレナは責任を認めつつ、逆に山崎の自殺未遂時に居合わせた五十嵐が、原因を筧との関係のせいにして会社の責任を逃れ、ほかの人々と同様この現状に「何もしなかった」罪を指摘する。
そんな中、エレナは男性だと思われていた最初の爆発の犠牲者が、自ら爆弾を起動させ自殺した筧だと気付き、遺体を解剖した不自然死究明研究所の三澄ミコトや中堂系らも、その所見から同じ結論にたどりつく。エレナたちはこれにより、回収が済んだかと思われた爆発物の最後のひとつが、出荷済み荷物の中にあると知る。松本里帆一家の元にあった荷物が危うく爆発するところを、配達員の佐野亘・佐野昭親子の機転で救われる。
4日間にわたる事件は終わったが、エレナはデリファスを解雇される。エレナはアメリカ本社の幹部・サラ（演：Sarah Macdonald）に、西武蔵野LCで山崎のデータを消すよう誘導されたことを蒸し返し、筧からの犯行声明は本社に届いていたが、これを無視し隠蔽に走っていたと指摘する。エレナは「爆弾はまだある」と告げて彼女とのビデオ通話を終了、新センター長となった孔に山崎のロッカーの鍵と今後の対応を託す。エレナは松本家に荷物の代品を届け、毛利らを待つ間に乗り込んだパトカーの中でぐっすりと眠ってしまう。一方西武蔵野LCでは、五十嵐が何かを探して館内を走り回り、孔がロッカーを見つめて考え込んでいた。

## 登場人物
☆は『アンナチュラル』、★は『MIU404』からのキャラクター。

### 主要人物
舟渡 エレナ（ふなど エレナ）
演 - 満島ひかり
ショッピングサイト「DAILY FAST」の西武蔵野LCセンター長。
梨本 孔（なしもと こう）〈34〉
演 - 岡田将生
DAILY FAST西武蔵野LCのチームマネージャー。

### DAILY FAST関係者
五十嵐 道元（いがらし どうげん）〈41〉
演 - ディーン・フジオカ
エレナの上司。デイリーファスト・ジャパンの統括本部長。
山崎 佑（やまさき たすく）
演 - 中村倫也
DAILY FAST西武蔵野LCの元チームマネージャー。1987年4月15日生まれで、2023年11月時点での年齢は36歳。
5年前に西武蔵野LC内で飛び降りた。現在は植物状態で東央医大に入院中だが、入院当初は意識があり、デリファスとの間で同社を訴えないという覚書を交わしていた。また、学生時代病院でアルバイト中だった久部六郎の前で「バカなことをした」と後悔の言葉をつぶやいていた。

### 羊急便関係者
佐野 亘（さの わたる）
演 - 宇野祥平
昭の息子。家電メーカー・日ノ本電機（ひのもとでんき）の元社員。会社が倒産し、現在は父親の運送会社である佐野運送の配達員見習いをしている。
佐野 昭（さの あきら）
演 - 火野正平
「一人親方」の運送会社・佐野運送を営み、羊急便と委託ドライバー契約をしている。
「やっちゃん」と呼ばれる、優秀な宅配ドライバーを尊敬し英雄のように称賛するが、その人物は過労のために亡くなっており、亘からは否定的な見方をされている。
八木 竜平（やぎ りゅうへい）
演 - 阿部サダヲ
運送会社・羊急便の関東局局長。セールスドライバー出身。
熊田 恭二（くまだ きょうじ）
演 - 水澤紳吾
羊急便の関東局で働く、八木の直属の部下。
犬岡 純也（いぬおか じゅんや）
演 - 岩谷健司
羊急便の荒川区・羊集配センターのスタッフ。

### 警察関係者
伊吹 藍（いぶき あい）★
演 - 綾野剛
警視庁刑事部第4機動捜査隊刑事。巡査部長。パトロール中、志摩とともに山崎のマンションに向かい、初動捜査を行う。
志摩 一未（しま かずみ）★
演 - 星野源
警視庁刑事部第4機動捜査隊刑事。巡査部長。
毛利 忠治（もうり ただはる）☆
演 - 大倉孝二
警視庁西武蔵野署の刑事。巡査部長。本作では刈谷とバディを組んで行動する。
向島 進（むこうじま すすむ）☆
演 - 吉田ウーロン太
警視庁西武蔵野署の刑事。巡査部長。本作では田島とバディを組んで行動する。
刈谷 貴教（かりや たかのり）★
演 - 酒向芳
警視庁刑事部捜査第一課の刑事。警部補。本作では毛利とバディを組んで行動する。
桔梗 ゆづる（ききょう ゆづる）★
演 - 麻生久美子
警視庁西武蔵野警察署署長。警視。爆弾事件の特別捜査本部における本部長で、捜査の指揮を執る。
陣馬 耕平（じんば こうへい）★
演 - 橋本じゅん
警視庁刑事部第4機動捜査隊刑事。班長。警部補。商業施設で起きた爆発事件で、勝俣とともに初動捜査を担当する。
糸巻 貴士（いとまき たかし）★
演 - 金井勇太
警視庁刑事部第1機動捜査隊刑事。スパイダー班班長。巡査部長。
勝俣 奏太（かつまた そうた）★
演 - 前田旺志郎
警視庁刑事部第4機動捜査隊刑事。陣馬のバディ。巡査長。
かつて高校生時代に虚偽通報事件を起こし、機捜の面々と関わった者たちのひとり（『MIU404』第3話「分岐点」）。
田島 雄介（たじま ゆうすけ）★
演 - 永岡卓也
警視庁刑事部捜査第一課の刑事。巡査部長。本作では向島とバディを組んで行動する。
小田島 克己（おだじま かつみ）
演 - 丸山智己
警視庁警備部爆発物処理班の班長。警部。

### 不自然死究明研究所（UDIラボ）関係者
三澄 ミコト（みすみ みこと）☆
演 - 石原さとみ
UDIラボの法医解剖医。現在も相変わらずUDIラボで忙しい毎日を過ごしている。
中堂 系（なかどう けい）☆
演 - 井浦新
三澄と同じUDIラボの法医解剖医。坂本との関係はTVシリーズの頃に比べ様変わりしている。
東海林 夕子（しょうじ ゆうこ）☆
演 - 市川実日子
三澄班の臨床検査技師。現在も相変わらずUDIラボで忙しい毎日を過ごしている。
坂本 誠（さかもと まこと）☆
演 - 飯尾和樹（ずん）
中堂班の臨床検査技師。TVシリーズ最終回でUDIラボに復帰してから変わらず中堂班に勤務。
神倉 保夫（かみくら やすお）☆
演 - 松重豊
UDIラボの所長。UDIラボは人手不足のため、自身も雑用をしている。
久部 六郎（くべ ろくろう）☆
演 - 窪田正孝
元UDIラボのアルバイト。現在はUDIラボを離れ、東央医大の研修医として勤務している。本作では、山崎佑の入院当初の様子について伊吹と志摩に話す。
木林 南雲（きばやし なぐも）☆
演 - 竜星涼
フォレスト葬儀社のスタッフで、同社の跡取り。本作では連続爆破事件の遺体をUDIラボに搬送してくる。
三澄 夏代（みすみ なつよ）☆
演 - 薬師丸ひろ子
ミコトの養母で、弁護士。本作では連続爆破事件の捜査で聞き込みに来た毛利と刈谷に、山崎佑の父親が起こそうとしていた裁判について話す。

### 松本家
松本 里帆（まつもと りほ）
演- 安藤玉恵
シングルマザー。夫の浮気により離婚し、2人の娘と暮らす。
松本 海空（まつもと みそら）
演 - 根本真陽
里帆の娘。中学生。
松本 七海（まつもと ななみ）
演 - 磯村アメリ
里帆の娘。保育園児。

### その他
筧 まりか（かけい まりか）〈34〉
演 - 仁村紗和
山崎佑の恋人。連続爆破事件の犯人。
白井 一馬（しらい かずま）☆
演 - 望月歩
デリファスのメディカル便遅延対策に招集された、バイク便ドライバーのひとり。
高校生の時に事件を起こし、UDIラボと関わった（『アンナチュラル』第7話「殺人遊戯」）。
アナウンサー
演 - 杉山真也、出水麻衣、古田敬郷（TBSアナウンサー）
連続爆破事件を報道する。

## 製作

### 企画・キャスティング
企画の開始は2020年から2021年の初頭であるが、出演者の星野源によれば、『MIU404』の撮影開始時頃から「アベンジャーズみたいなことをやりたい」という構想があることをスタッフから聞いていたという。
プロジェクトの中心となる塚原・野木・新井らの間では、このチームによるドラマに続いての企画として映画をやりたいという前提の会話の中、塚原が「ビールとポップコーンに合う映画」「荷物が爆発して物流がストップする話」というアイデアを出し、企画に乗ってもらうために『アンナチュラル』などと交差する物語にするというかたちになった。塚原は、コロナ禍以降、宅配便を頼むことが増え、当たり前のように利用されている物流が止まることがおおごととなり、安価なテロに結び付く可能性に気づいたことからこのテーマを発案したと語っている。
当初は一部のキャラクターが共通するだけの考えであったが、新井やエグゼクティブ・プロデューサーの那須田淳は、ドラマの主演キャストが全員出演しなければシェアード・ユニバースにならないと主張し、野木はこれに従って、全員登場を前提にした内容を考え、オリジナル作品としての企画を前に進める必要もあって先に脚本を執筆、自ら企画書を書くなどして準備を進めた。映画の公開時期には、物流の2024年問題（物流危機）が話題となったが、企画段階ではこの問題は浮上していなかったため、本作では描かれていないものの、配送の末端従事者への利益が荷物1個あたりわずか150円といった、「ラストマイル」のドライバーの苦境については取材当時実際にあったことを描いている。
企画ではこれらに加え、作られることが少ない「女性が主人公のノンストップサスペンス」を作りたい、という希望から、主演に満島ひかりを指名した。

### 撮影・ロケ地
撮影は2022年12月1日から2023年3月11日にかけて、実質36日間行われた。
物語の主要な舞台となる物流センターの撮影は、8か所ほどの施設やセットを組み合わせて行われており、その一部であるGメッセ群馬、高崎アリーナでは、300名以上のエキストラが参加して撮影された。Gメッセ群馬では、2階展示ホールコンコースのほか、エントランスホール、デッキや外観などが劇中物流倉庫の設定で撮影された。高崎アリーナでは、物語の鍵になる長い廊下のロッカールームのシーンを撮影した。このほか群馬県内では、太田市内でセットを組み、『アンナチュラル』のシーンや一部倉庫の場面を撮影した。
これに加え、「特別協力」としてクレジットされているトラスコ中山が同社の物流センター「プラネット埼玉」（埼玉県幸手市）、「プラネット北関東」（群馬県伊勢崎市）の2か所を提供、物流機器やトラックなどが映画内で使用されている。また同社の設備などで使われているブランドカラーのオレンジとブラックは、映画のイメージカラーとしてそのまま起用された。監督の塚原らによれば、物流センターロケ地は一部のシーンがネックとなり、撮影を許可してくれた企業はトラスコ中山のみであった。
エレナが西武蔵野LCに電車を使い出勤するシーンは、多摩モノレールで実際の車両とレールを使用して撮影された。
東京都内設定の商業施設が爆発するシーンは、BRANCH仙台WESTで2023年1月に撮影された。このほか、足立区の牛田児童遊園、愛知県の中部国際空港もロケ地となった。
- 多摩モノレール車両
- 多摩モノレール車両内部

## 用語
☆は『アンナチュラル』、★は『MIU404』から登場する用語。そして、☆★は、両作品に登場する用語。
DAILY FAST（デイリーファスト）
アメリカに本社を置く、架空の大規模ショッピングサイト。
日本支社であるデイリーファスト・ジャパンの本社は東京都心のオフィス街に所在し、アメリカ本社とはリモート（遠隔会議）でミーティングを行う。
西武蔵野ロジスティクスセンターは同社の日本における配達地域のうち、関東地方の4分の3、国内流通の4割を担い、倉庫の延床面積15万平方メートル、商品在庫数約3億点の巨大倉庫である。
同LCの社員通用口は、白の入館証を持ち、「ホワイトパス」と呼ばれコントロールルームなどで働く社員と、青の入館証を持ち、倉庫内ピッキング作業を行う派遣社員らの「ブルーパス」とで明確に分かたれており、「ホワイトパス」社員は9名しかおらず、これに対して50個以上のロッカーが設置されている。
これに対し「ブルーパス」は常時700名、ブラックフライデーの時期は800名が勤務、流動的な派遣社員は1か月で2000名が出入りし、小さなロッカーを奪い合う。
ブルーパスは倉庫内への携帯電話、音楽端末、アクセサリーなどの持ち込みを禁止され、監視員立ち合いのもとゲートを通らなければ入場できず、爆弾の持ち込みは不可能に近い。またブルーパスの作業員は、作業効率に応じてポイント制によるペナルティが課せられる。
デリファスには、社是として倉庫にも掲げられている12か条のポリシーがあり、そのうちもっとも重要なものは「Customer-centric（カスタマー・セントリック） すべてはお客様のために」とされている。
羊急便（ひつじきゅうびん）
DAILY FASTと契約している架空の日本の運送業者。社名にもある羊がトレードマークで、グリーン系のロゴやワークジャケットを採用している。同社取り扱い荷物の半数以上がデリファスのものとなっている。
警視庁西武蔵野署（けいしちょうにしむさしのしょ）☆★
本作における事件捜査の主舞台となる特別捜査本部が設置された、桔梗が署長を務める警察署。警視庁捜査一課・第4機動捜査隊などの『アンナチュラル』『MIU404』に登場した人物らに、爆発物処理班が加わり事件捜査にあたる。
警視庁刑事部第4機動捜査隊 ★
警視庁の第1 - 第3機動捜査隊の臨時部隊として発足したという設定の架空の機動捜査隊。所轄や捜査一課に引き継がれた事件捜査のサポートも行う。
不自然死究明研究所（UNNATURAL DEATH INVESTIGATION LABORATORY） ☆★
不自然死などの遺体を解剖する死因究明のスペシャリストで、解剖医たちが集まった架空の公益社団法人。略称の「UDIラボ」と呼ばれることもある。本作では連続爆破事件の犠牲者の遺体を解剖する。

## スタッフ
- 監督：塚原あゆ子
- 脚本：野木亜紀子
- 音楽：得田真裕
- 主題歌：米津玄師「がらくた」（Sony Music Labels Inc.）[39]
- 製作代表：髙橋啓志、菊野浩樹、市川南、池邉真佐哉、岡﨑剛之、池田元信、長嶋潤二
- プロデューサー：新井順子
- エグゼクティブプロデューサー：那須田淳
- 共同プロデューサー：八尾香澄
- 撮影：関毅
- 照明：川里一幸
- 録音：西條博介
- 美術：YANG仁榮
- 編集：板部浩章
- スタイリスト：金順華
- ヘアメイク：千葉友子、山田みずき
- VFXクリエイティブアーティスト：早野海兵
- DIプロデューサー / カラーグレーディング：齋藤精二
- 音響効果：猪俣泰史
- ミュージックエディター：遠藤浩二
- スクリプター：森本順子
- 監督補：濱野大輝
- 助監督：鳥居加奈
- 制作担当：鷲山伸人、大藏穣
- 爆弾製作監修：境宏樹
- 特別協力：トラスコ中山
- 配給：東宝[40]
- 制作プロダクション：TBSスパークル[40]
- 製作幹事：TBSスパークル、TBSテレビ
- 製作：「ラストマイル」製作委員会（TBSスパークル、TBSテレビ、東宝、MBS、CBCテレビ、RKB毎日放送、HBC北海道放送）

## 封切り
2024年8月23日の公開を前に、同年8月20日、東京都の新宿シネシティ広場で「シェアード・ユニバースプレミアイベント」が行われ、300名のファンの前に、主演の満島ほかのメインキャストとともに、『アンナチュラル』『MIU404』の主要キャスト、監督の塚原が出席し、映画のイメージカラーにちなんだオレンジカーペットを歩き、3つの作品同志で交流する姿を見せた。
同日はこれに続けて、TOHOシネマズ新宿でプレミアイベント出席者がそのまま移動して完成披露舞台挨拶が行われた。この日のMCは『MIU404』のマスコットキャラクター・ポリまるの声を演じた緒方恵美が担当した。

## 作品の評価

### 受賞
- 第49回報知映画賞
  - 監督賞（塚原あゆ子）[43]
- 第46回ヨコハマ映画祭
  - 個人賞・脚本賞（野木亜紀子、『カラオケ行こ!』とともに）[44]
  - 日本映画ベストテン 次点[45]
- Filmarks Awards 2024
  - 国内映画部門 最優秀賞[46]
- 第37回日刊スポーツ映画大賞・石原裕次郎賞
  - 石原裕次郎賞[47]
- 第48回日本アカデミー賞
  - 最優秀脚本賞（野木亜紀子）
  - 優秀作品賞
  - 優秀監督賞（塚原あゆ子）
  - 優秀主演女優賞（満島ひかり）
  - 優秀助演男優賞（岡田将生）
  - 優秀撮影賞（関毅）
  - 優秀照明賞（川里一幸）
  - 優秀音楽賞（得田真裕）
  - 優秀録音賞（西條博介）
  - 優秀編集賞（板部浩章）[48]
- 第98回キネマ旬報ベスト・テン[49]
  - 日本映画脚本賞（野木亜紀子）
- 第49回エランドール賞
  - プロデューサー賞・映画部門（新井順子）[50]
- おおさかシネマフェスティバル2025[51]
  - 脚本賞（野木亜紀子）
- 第44回藤本賞（新井順子、野木亜紀子、塚原あゆ子）[52]

## 関連商品
書籍
- 『ラストマイル』OFFICIAL BOOK（2024年8月21日発売、東京ニュース通信社〈TVガイドMOOK〉）ISBN 978-4-86701-873-6

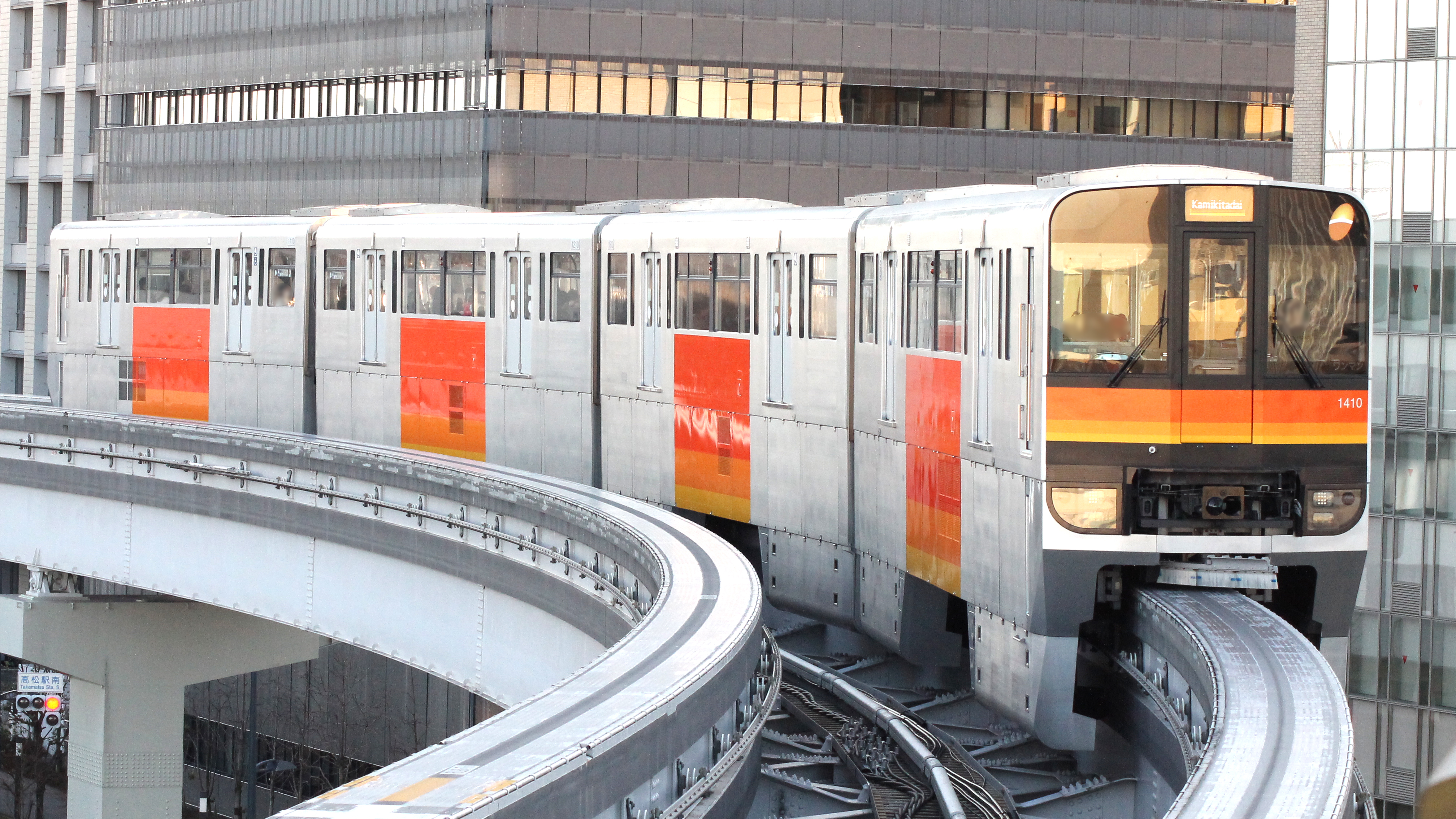
多摩モノレール車両
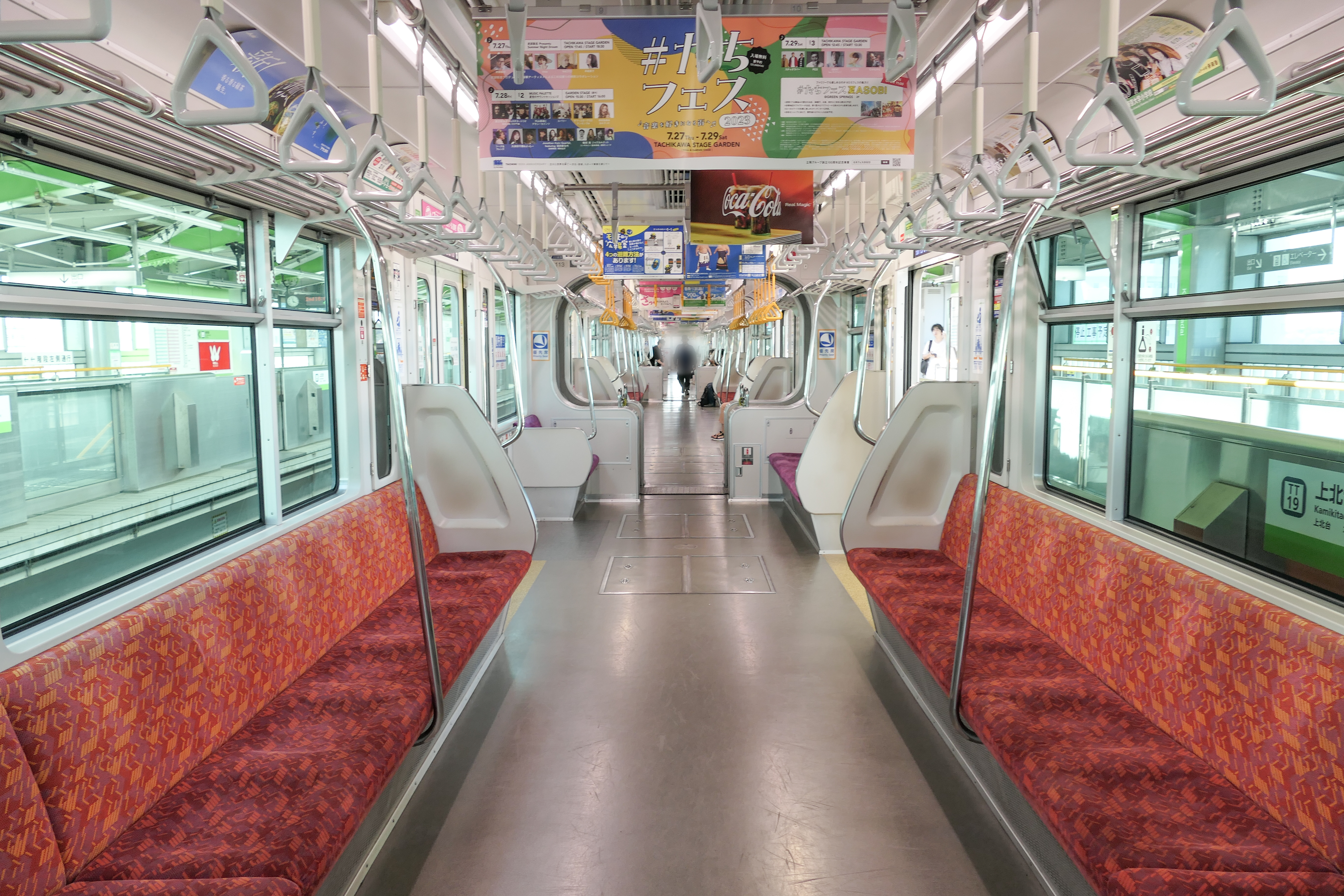
多摩モノレール車両内部

- 日本シナリオ作家協会編『'24年鑑代表シナリオ集』（2025年7月25日発売、協同組合日本シナリオ作家協会）ISBN 978-4-907881-15-3